# Tornado (2011)
Tornado (P-44) – pełnomorski patrolowiec Hiszpańskiej Marynarki Wojennej i czwarty okręt  typu Meteoro, który zamyka pierwszą ich serię.

## Historia
Stępkę położono na pochylni stoczni San Fernando-Puerto Real w dniu 5 maja 2010 r.. Okęt zwodowano 21 marca 2011 r. Matka chrzestną była Cristina Garmendia  minister Nauki i Technologii.
Przekazany Marynarce Wojennej Hiszpanii 19 lipca 2012 r. bez żadnej ceremonii, co do tej pory było tradycją.
10 września przybył do swojej bazy w Arsenale Las Palmas. W dniach od 27 do 28 października pierwszy raz zawinął do A Corunii, gdzie był otwarty dla publiczności.
W lutym 2013 r. wszedł na wody, które Gibraltar uważa za swoją własność. Biuro Spraw Zagranicznych Wielkiej Brytanii zaprotestowało w tej sprawie uznając to jako najpoważniejsze wtargniecie Hiszpanii od lat 60. XX wieku.
W dniu 21 marca uczestniczył w operacji antynarkotykowej, zatrzymując statek rybacki Pacyfiko pływający bez bandery, z 1800kg kokainy, około 1500Mm od Wysp Kanaryjskich. Tornado eskortował Pacyfiko do Las Palmas, gdzie przybył 30 marca.
25 kwietnia 2013 r. na wniosek władz morskich eskortował brytyjski statek Defender (dawny patrolowiec Omanu o nazwie Al Majihad) z portu Los Cristianos, gdzie zawinął z powodu awarii, do portu Santa Cruz de Tenerife. Właścicielami były osoby prywatne, a jednostka zarejestrowana jako jacht rekreacyjny pomimo posiadania 40 i 20  mm armat oraz  podstawy pod dwa inne karabiny maszynowe. Dawny patrolowiec uciekł z portu, aby uniknąć zapłaty grzywny w wysokości 40 000 €.
29 lipca na pokładzie odbyło się pierwsze lądowanie helikoptera Sił Powietrznych, w tym przypadku Super Puma z 802 eskadry SAR. Była to pierwsza okazja, gdy ten model helikoptera wylądował na pokładzie okrętu Marynarki Wojennej.
15 listopada 2013 roku wypłynął ze swojej bazy w Las Palmas, aby dołączyć do operacji Atalanta w celu zwalczania piractwa na wodach Somalii. Między 1 a 3 grudnia zwolnił Meteoro w Dżibuti.  Na początku grudnia 2013 r. otrzymał paliwo z Cantabria w Zatoce Adeńskiej, która wracała z Australii. 26 lutego 2014 roku pomógł irańskiemu dauowi około 100 mil u wybrzeży Somalii, któremu zabrakło paliwa. Wrócił do swojej bazy w Las Palmas de Gran Canaria 1 kwietnia 2014 r.
14 października 2015 r. w czasie rutynowych ćwiczeń zapobiegł operacji przerzutu narkotyków w Zatoce Kadyksu. Trzy dni później pomógł brytyjskiej żaglówce Just one life, której groziło wejściem na mieliznę kolo przylądku Gata. Później jacht został odholowany przez ratownictwo morskie do Aguadulce.
15 stycznia 2016 roku wypłynął ze swojej bazy w Las Palmas, aby dołączyć do operacji Atalanta w celu zwalczania piractwa na wodach Oceanu Indyjskiego. Z 51 osobami na pokładzie i średnim helikopterem spełnia funkcje, które mogłaby obsłużyć konwencjonalna fregata z załogą liczącą 220 ludzi.

### Okręty typu Meteoro
- Meteoro (P-41)
- Rayo (P-42)
- Relámpago (P-43)
- Audaz (P-45)
- Furor (P-46)